# Olga Kameneva
Olga Davydovna Kameneva (russisk: Ольга Давыдовна Каменева, tr. Olga Davydovna Kameneva; ukrainsk: Ольга Давидiвна Каменева) (født 1883, død 11. september 1941) var en bolsjevikisk revolutionær og sovjetisk politiker. Hun var Lev Trotskijs søster og Lev Kamenevs første hustru.
| Biografi | Spire Denne biografi er en spire som bør udbygges. Du er velkommen til at hjælpe Wikipedia ved at udvide den. |

1. ↑  Navnet er anført på svensk og stammer fra Wikidata hvor navnet endnu ikke findes på dansk.